# Tal-e Afghani
Tal-e Afghani (perski: تل افغاني) – wieś w południowym Iranie, w ostanie Fars. W 2006 roku miejscowość liczyła 517 mieszkańców w 99 rodzinach.